# Monochamus guerryi
Monochamus guerryi es una especie de escarabajo longicornio del género Monochamus, familia Cerambycidae. Fue descrita científicamente por Pic en 1903.
Esta especie se encuentra en China, Birmania y Laos.